# 152e escadrille de chasse polonaise
La 152e escadrille de chasse polonaise est une unité de l'armée de l'air polonaise de l'entre-deux-guerres.

## Historique
Elle est constituée le 9 octobre 1937 dans la base de Porubanek près de Wilno. Équipée d'une dizaine de PZL P.11 elle prend part à la campagne de Pologne au sein de l'Armée Modlin.

## Victoires aériennes
| Date       | Pilote                                           | Appareil(s) abattu(s) |
| ---------- | ------------------------------------------------ | --------------------- |
| 01/09/1939 | sous-lieutenant (podporucznik) Anatol Piotrowski | Do 17                 |
| 01/09/1939 | sous-lieutenant Jan Bury-Burzymski               | He 111                |
| 03/09/1939 | caporal-chef (plutonowy) Marian Bełc             | Me 110                |
| 03/09/1939 | caporal (kapral) Stanisław Brzeski               | ballon d'observation  |
| 04/09/1939 | sous-lieutenant Jan Bury-Burzymski               | ballon d'observation  |
| 09/09/1939 | sous-lieutenant Jan Bury-Burzymski               | He 111                |
| 09/09/1939 | caporal Stanisław Brzeski                        | He 111                |
| 09/09/1939 | caporal Aleksander Popławski                     | He 111                |
| 10/09/1939 | caporal Marian Bełc                              | Bf 109 endommagé      |